# 阿蒂斯
阿蒂斯（法語：Athis，法語發音：[atis]）是法国马恩省的一个市镇，属于埃佩尔奈区。

## 地理
阿蒂斯（49°0'59"N, 4°7'42"E）面积16.88 平方千米，位于法国大東部大區马恩省，该省份为法国东北部内陆省份，北起阿登省，西北接埃纳省，西南接塞纳-马恩省，南至奥布省，东南接上马恩省，东临默兹省。
与阿蒂斯接壤的市镇（或旧市镇、城区）包括：尚皮尼厄勒香槟、谢维尔、莱西斯特尔和比里、雅隆、普利沃、波康西、马恩河畔图尔。
阿蒂斯的时区为UTC+01:00、UTC+02:00（夏令时）。

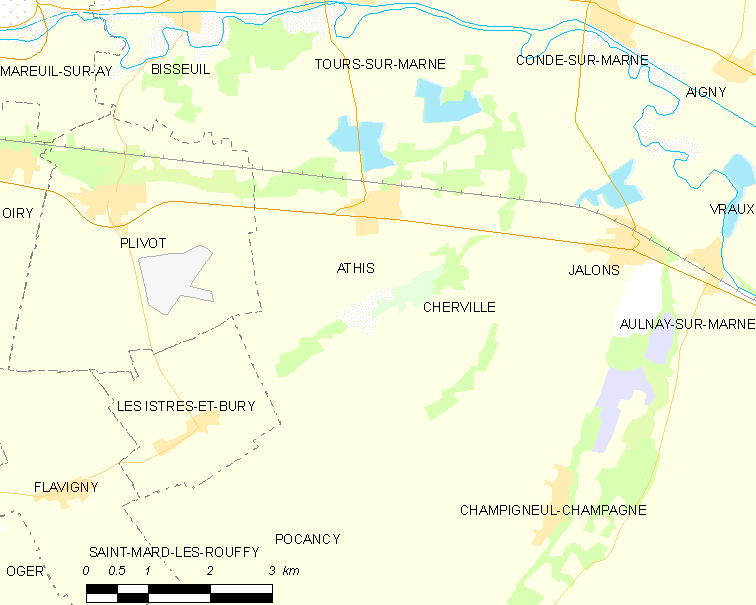
阿蒂斯的OSM定位图

## 行政
阿蒂斯的邮政编码为51150，INSEE市镇编码为51018。

## 政治
阿蒂斯所属的省级选区为韦尔蒂-香槟平原县。

## 人口

1962-2008年间阿蒂斯人口变化图示

阿蒂斯于2022年1月1日时的人口数量为888人。